# داریان (شبستر)
داریان یا دریان یکی از شهرهای استان آذربایجان شرقی است که در بخش مرکزی شهرستان شبستر در ۲ کیلومتری شمال خامنه، ۷ کیلومتری شرق شبستر و ۶۰ کیلومتری شرق تبریز واقع شده‌است. این شهر در تاریخ ۲۹ خرداد ۱۳۹۸ خورشیدی با تصویب هیئت وزیران به شهر ارتقا یافت.
جمعیت داریان در سال ۱۳۹۵ خورشیدی بالغ بر ۴٬۱۳۸ نفر بوده‌است. این شهر از شمال به رشته‌کوه‌های میشو و شهرستان مرند، از شرق به شهر شبستر و روستای شانجان، از غرب به روستاهای مشنق و هریس و از جنوب به خامنه و کوزه‌کنان مشرف است.
دریان دارای جاذبه‌های طبیعی فراوانی است که از جمله مهمترین آنها می‌توان به کوه میشو و جنگل‌های مصنوعی منطقه دوز اشاره کرد.

## افراد سرشناس
حاج مهدی ابراهیمی دریانی که بیشتر به واسطه‌ی راه‌اندازی سوپرمارکت‌های زنجیره‌ای «یاران دریان» در تهران شناخته می‌شود، در شهر زادگاه خود یعنی «دریان» شروع به راه‌اندازی کسب‌و‌کارهای کوچک و خرد می‌کند تا رفته‌رفته به عنوان تاجر در دریان شناخته می‌شود. او کار تجارت را ادامه می‌دهد تا زمانی که اولین راه‌آهن‌ایران در جاده مازندران احداث می‌شد، در محل احداث راه‌آهن چایخانه‌ای‌ تاسیس می‌کند که به کارگران چای می‌فروشد و از آن پس به تاجری بزرگ تبدیل می‌شود. او اهالی شهر دریان را برای راه‌اندازی کسب و کار خوار و بار فروشی به تهران دعوت می‌کند و امروز همه سوپرمارکت‌های زنجیره‌ای «یاران دریان» که چیزی در حدود ۲۵۰ شعبه هستند ماحصل کار حاج مهدی ابراهیمی دریانی است.
او همچنین زمین‌هایی در اطراف خیابان‌های پاتریس لومومبای تهران را خریداری کرده و شروع به ساخت اولین شهرک مدرن ایرانی می‌کند. او که اولین شهرک‌ساز مدرن به حساب می‌آید محله امروزی «دریان‌نو» را برای هم‌شهریانش و همین‌طور دیگر مردم ساخته است.
افتتاح اولين مدرسه در دريان سال ١٣٢٥، شروع به ساختن چندين مدرسه تا سال ١٣٣٨، ساخت بيمارستان در دريان به سال ١٣٣٥، كمك هزينه و ساخت بيمارستان در شبستر و اولين حمام بروز با هزينه خودش در شبستر و بازسازي و تزئین سقف بازار شبستر، باني محلّه دريان نو در خيابان ستارخان تهران به سال ١٣٣٣، بناي اولين آپارتمان سازي در ايران واقع در شهر آراء تهران در سال ١٣٣٨ و كلنگ زني اولين بيمارستان و درمانگاه و  به نام درياني و شهيد هاشمي نژاد كنوني در منطقه ونك از یادگاران او و به حق از افتخارات نظام سلامت كشور است. بيمارستاني كه امروز به قطب كشوري پيوند كليه و دياليز معروف است.
وی در بهمن‌ماه سال ١٣٦٦ در تهران چشم از دنیا فروبست.
ابراهیم رزاقی داریان، بنیان‌گذار فقید شرکت تکدانه نیز متولد این شهر می‌باشد و کارخانه‌ی این برند را در شهرستان مرند در همسایگی داریان تاسیس نموده است.